# Jan Wersäll
Jan Olof Wersäll, född 18 september 1930 i Sundsvall, död 17 november 2017, var en svensk läkare. 
Wersäll disputerade 1956 och blev 1973 professor i öron-, näs- och halssjukdomar vid Karolinska institutet. Han var överläkare vid öron-, näs- och halskliniken på Huddinge sjukhus 1974–1975 samt innehade samma befattning vid Karolinska sjukhuset från 1975.
Wersäll var från 1974 ledamot av Nobelförsamlingen vid Karolinska Institutet och 1984–1990 ledamot av Karolinska Institutets Nobelkommitté. Han var 1986 med och tog initiativ till Naturvetenskapliga Forskarskolan i Karlskoga, en sommarkurs för naturvetenskapsintresserade gymnasieelever i tredje årskursen.